# Vidzeme
Vidzeme Lettország északi területe a történelmi Livónia déli, a mai Lettországhoz tartozó része. 

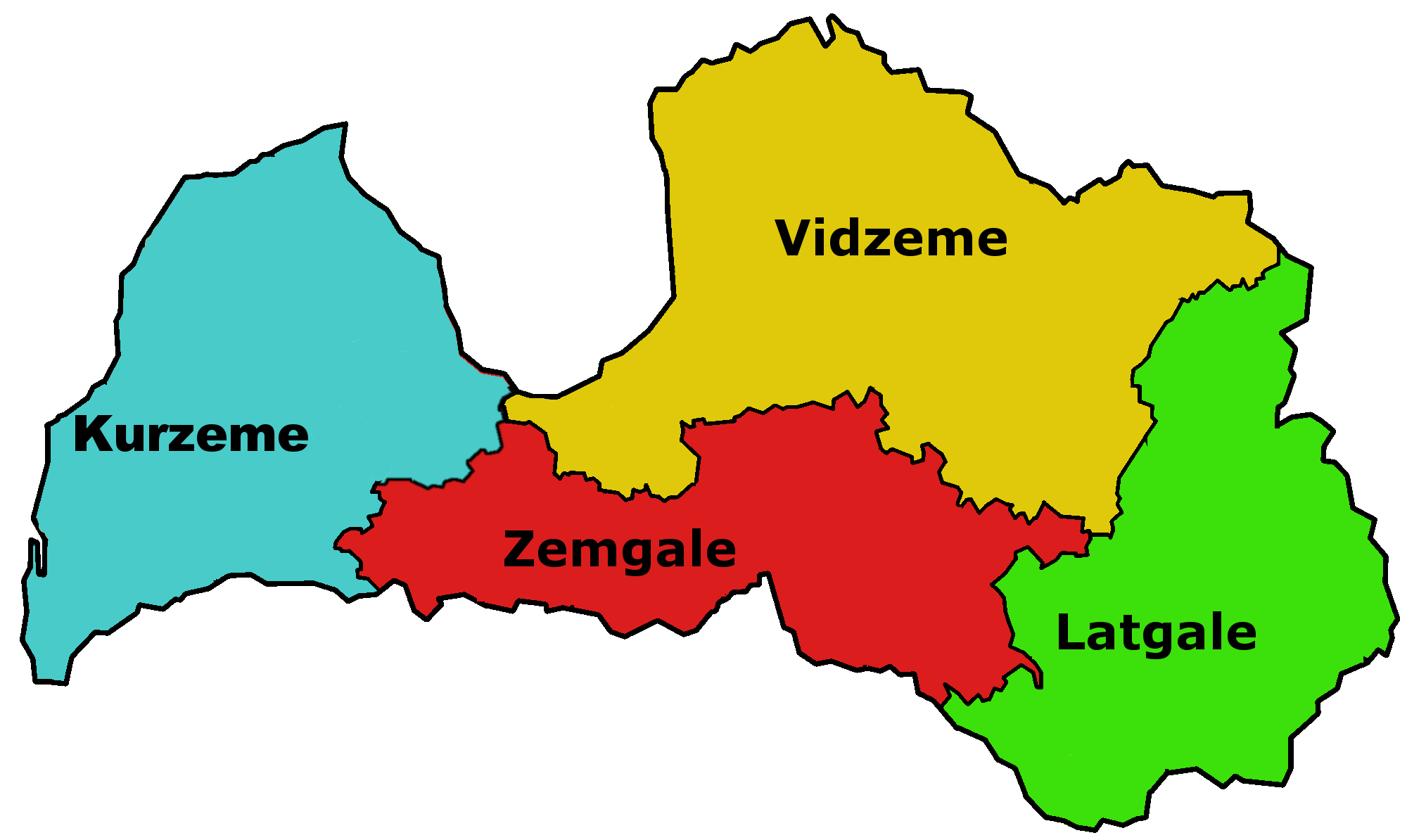
Lettország történelmi tájegységei

## Fekvése
Vidzeme a történelmi Livónia déli, a mai Lettországhoz tartozó területét jelenti. A területen és a mai Észtország déli részén a finnugor eredetű lívek éltek. A lívek és a lív nyelv mára a kihalás határára kerül. Mintegy másfélszázra tehető a ma élő és lív nyelven is beszélő lettek száma.
Vidzemét nyugaton a Rigai-öböl, északon Észtország, keleten Oroszország, délen Latgale és Zemgale határolja. Területe: 15 346 km², lakosainak száma: 251 665 (2003).
Vidzeméhez Lettország következő 9 járása tartozik:  Alūksne, Cēsis, Gulbene, Limbaži, Madona, Ogre, Valka, Valmiera és Rīga járások.
Vidzeme nagyobb városai: Valmiera, Cēsis, Alūksne, Gulbene, Madona, Valka
Vidzeme területén található Lettország legmagosabb pontja a Gaizins kalns és itt folyik Lettország második leghosszabb folyója a 452 km hosszú Gauja.

## Történelme
Vidzeme történelme Livónia történelme.

### ANémet Lovagrenduralma
Livóniában a 12. század végén indította el a nyugati rítusú kereszténység terjesztését a holsteini ágoston rendi Segeberg kolostorból való Augustus Chorher Meinhard barát az ikskile-i kolostor alapításával.
1202-ben Albert von Buxthoeven Livónia harmadik püspöke, Riga alapítója létrehozta a Kardtestvérek rendjét, amit a pápa 1204-ben szentelt fel. 1206-ra megszilárdította hatalmi pozícióját Vidzemében a Gauja folyó menti lívek területein. 
1241-ben a rend konföderációban a rigai püspökséggel, a dorpati (tartui), a saare-läänei és a kúr püspökséggel létrehozta Ó-Livóniát. 
Jelentős livóniai (vidzemei) városok Riga, Valmiera, Tartu (Dorpat) a Hanza-szövetség tagjaiként széles körű önrendelkezési-, vám- és kommerciális kedvezményeket kaptak a lovagrendtől. A balti-tengeri kereskedelmen keresztül gabonával látták Nyugat-Európát és jelentős bevételre tettek szert.

Vidzeme címere

### Svéd uralom
Livónia és ezzel együtt Vidzeme 1620 és 1721 között svéd uralom alatt volt. Az 1660-ban megkötött olivai béke eredményeként Latgale visszakerült a lengyel–litván unióhoz, Vidzemét nem érintették a béketárgyalások: Vidzeme svéd uralom alatt maradt.

### Orosz Birodalom
Az Orosz Birodalom részévé a svéd Livónia (Vidzeme) a Nagy északi háborút lezáró Nystadi békeszerződés alapján került. Livónia többi része 1772-ben Lengyelország felosztásakor került Oroszország birtokába. Az orosz uralom az első világháborúig tartott. A Nagy Októberi Forradalmat követően, a polgárháború idején, a szovjet seregek 1918-1920 között komoly harcokat folytattak a lett és észt csapatok ellen, ennek eredményeként Vidzemét véglegesen felosztották Lettország és Észtország között.